# Flappy Bird
Flappy Bird — казуальная мобильная игра, разработанная в 2013 году вьетнамским художником видеоигр и программистом Донгом Нгуеном в его игровой студии .Gears. Игрок с помощью касаний экрана должен контролировать полёт птицы между рядами зелёных труб, не задевая их. Была реализована на платформах iOS и Android.
Игра была выпущена 24 мая 2013 года и получила внезапный рост популярности в начале 2014 года. Была подвергнута критике за сложный игровой процесс, плагиат графики и игровой механики; другие обозреватели посчитали, что она вызывает зависимость. В конце января 2014 стала самой скачиваемой бесплатной игрой в App Store. В течение этого времени разработчик зарабатывал $50 000 в день на рекламе внутри приложения.
10 февраля 2014 года Flappy Bird была удалена разработчиком из App Store и Google Play. После этого появилась тенденция продавать смартфоны с заранее установленной игрой, чаще всего за крупную сумму. Это также вызвало появление множества клонов игры, создаваемых разработчиками в надежде повторить успех оригинала.
В августе 2014 года переработанная версия Flappy Bird под названием Flappy Birds Family была выпущена исключительно для Amazon Fire TV. Bay Tek Games также выпустила лицензионную аркадную игру Flappy Bird с монетоприёмником.

## Игровой процесс
Flappy Bird имеет игровой процесс с участием 2D-графики. Цель игры состоит в управлении полётом птицы, которая непрерывно передвигается между рядами зелёных труб. При столкновении с ними происходит завершение игры. Управление производится касанием экрана, при котором птица совершает небольшой рывок вверх. При отсутствии рывков птица падает из-за силы тяжести, и игра также завершается. Очки набираются при каждом успешном перелёте между двумя трубами. Геймплей не имеет изменений на протяжении всей игры.

## Разработка
Flappy Bird была разработана Донгом Нгуеном в течение нескольких дней. Главный персонаж игры (птица) был разработан в 2012 году для другой игры, разработка которой была прекращена. Сам Нгуен утверждает, что любая составляющая его игр имеет прохождение, и он не создаёт непроходимые игры.
Нгуен считает, что современные западные игры чрезмерно усложнены. Его компания .GEARS Studios характеризует свои проекты как находящиеся «под сильным влиянием ретро-игр эпохи их расцвета: простота, невероятная сложность и в них поистине весело играть».

## Выход
Flappy Bird была первоначально выпущена 24 мая 2013 года с поддержкой iPhone 5. Впоследствии игра была оптимизирована для iOS 7 в сентябре 2013 года. В январе 2014 года игра возглавила список бесплатных приложений в американском и китайском App Store, в том же месяце британском App Store, где рекламировалась как «новая Angry Birds». В начале 2014 года издание The Verge сообщило, что разработчики зарабатывали $50 000 в день за рекламу внутри приложения.

## Клоны
10 февраля 2014 года Flappy Bird была удалена разработчиком из App Store и Google Play. Как он позже признался в интервью в журнале Forbes, он удалил игру из-за того, что испытывал чувство вины перед теми игроками, которые стали зависимыми от Flappy Bird. Удаление вызвало появление многочисленных пародий игры. Спустя два дня после удаления оригинальной игры, издание CNET опубликовало рецензию на семь клонов игры, назвав их довольно далёкими от оригинала, но выделив Splashy Fish как самый близкий к Flappy Bird клон.
Вследствие популярности Flappy Bird, другие игры Донга Нгуена, такие как Super Ball Juggling и Shuriken Block, в начале февраля 2014 года занимали 6 и 18 места в топ-чарте App Store соответственно.

## Неофициальный перезапуск
12 января 2024 года товарный знак Flappy Bird был аннулирован и затем передан компании Gametech Holdings после того, как Донг Нгуен не смог восстановить на него права. 12 сентября, более чем через десять лет после прекращения выпуска игры, компания Gametech объявила о неофициальном перезапуске игры под названием The Flappy Bird Foundation с дополнительными функциями и персонажами. Игра вышла в сентябре 2024 года на Telegram, а мобильная версия планируется к выходу в 2025 году. Нгуен заявил, что не имеет никакого отношения к этой игре и не продавал права на неё.
Новая версия Flappy Bird подвергалась критике за вероятные связи с «Web 3.0», то есть криптовалютой. По словам Эрика Кэйна из Forbes, теперь она фактически превратилась в азартную игру с вымышленными деньгами.

## Критика
Flappy Bird получила смешанные отзывы от критиков. На сайт Metacritic средний рейтинг игры составил 52 из 100 на основе оценок семи рецензентов.
Редактор раздела о технологиях сайта Canada.com Патрик О’Рурк охарактеризовал Flappy Bird как «абсолютно ужасную видеоигру», и отметил, что она «лишена вдохновения, скучна и невероятно раздражает», в связи с чем удивился росту её популярности.
Однако Дженнифер Уайтсайд с Amongtech.com дала игре более позитивную оценку, предположив, что Flappy Bird может превзойти Candy Crush Saga и стать самой популярной мобильной игрой 2014 года. По её мнению, это возможно благодаря её способности вызывать привыкание, устареванию Candy Crush и ажиотажу вокруг Flappy Bird.
Высокая сложность игры вызвала раздражение у многих пользователей. Один из них рассказал, что потратил полчаса, чтобы набрать пять очков.